# Fuyu (häradshuvudort)
Fuyu (kinesiska: 富裕, 富裕镇, 富裕县) är en häradshuvudort i Kina. Den ligger i provinsen Heilongjiang, i den nordöstra delen av landet, omkring 280 kilometer nordväst om provinshuvudstaden Harbin.
Runt Fuyu är det ganska tätbefolkat, med 72 invånare per kvadratkilometer. Fuyu är det största samhället i trakten. Trakten runt Fuyu består till största delen av jordbruksmark.
Genomsnittlig årsnederbörd är 761 millimeter. Den regnigaste månaden är juli, med i genomsnitt 245 mm nederbörd, och den torraste är februari, med 8 mm nederbörd.